# Школа Святого Людовика
Школа Святого Людовика (перс. مدرسه سَن لویی) — школа в Тегерані, що її заснували 1862 року католицькі місіонери конгрегації лазаристів.
Це була початкова та середня школа, де уроки проводили перською та французькою мовами. Там навчались тільки хлопчики, але її успіх спонукав відкрити подібну школу Жанни д'Арк для дівчаток. Школа Святого Людовика відрізнялася від інших шкіл методами і манерами вчителів. На той час це була найбільша школа в Тегерані, де навчалося понад 150 учнів. Там здобули середню освіту деякі сучасні іранські письменники та інтелектуали, як-от Німа Юшідж, Садек Гедаят, Алінакі Вазірі та Парвіз Натель Ханларі. Зрештою, 1973 року її приєднано до школи Разі.

## Історія
За часів правління Карім Хана Занда, коли були добрі французько-іранські відносини, групі католицьких місіонерів-лазаристів було дозволено будувати в Ірані католицькі школи. 1838 року лазаристи вперше оселилися поблизу Урмії, а за часів правління Мохаммеда Шаха Каджара відкрили перші школи для вірмен та ассирійців поблизу Урмії та Тебризу (значну роль у відкритті школи в Тебризі відіграв відомий французький релігійний проповідник Ежен Боре). Першу школу відкрито 1840 року в селі Хосровабад (неподалік від міста Сальмас, де в той час майже всі жителі були християни). Відтак у регіоні Азербайджану створено десятки інших християнських шкіл для хлопчиків та дівчаток. 1863 року в районі Джольфа в Ісфагані відкрито відділення для дівчат, а в 1875 році в цьому ж місті почало діяти відділення для хлопчиків. (За підрахунками, на той час близько 40 000 християн проживало в Урмії та Курдистані, 34 000 — у Тебрізі, 7 000 — у Джульфі, Ісфахані та ще кілька тисяч у Тегерані та інших іранських містах, багато з них були католиками). Хоча ці школи призначались переважно для вірмен та ассирійців, там навчались і мусульмани. Більшість предметів викладали французькою мовою, за винятком перської літератури, історії та географії. Їх було створено для того, щоб спонукати іранців вірменського походження (здебільшого православних) та ассирійців Ірану (більшість із яких були вірянами Церкви Сходу або лютеранами) перейняти католицизм.
Школу Святого Людовика побудовано в березні 1862 року в районі Лалезар у Тегерані. Це була школа для хлопчиків. У перший рік у першому-п'ятому початкових класах навчалося лише 15 учнів, християн та мусульман. Від 1913 року там організували ще й середні класи (спочатку лише шостий та сьомий, а потім від шостого до дев'ятого). Про створення школи клопотався граф Артюр де Гобіно, французький релігійний проповідник при дворі Каджарів. 1865 року створено відділення для дівчат (під назвою школа Жанни д'Арк). У перші роки учнів було мало, і це переважно були вірмени та асирійці, але в наступні роки Міністерство культури виділило бюджет на ці школи, і кількість учнів-мусульман перевищила кількість вірмен та асирійців. 1940 року Реза-шах наказав перейменувати всі школи з неіранськими назвами. Як наслідок школу Святого Людовика названо «Тегеранською школою», а Школу Жанни д'Арк - «Школою Манучехрі». Утім, після Рези-шаха цей закон скасовано, тож кінець кінцем обидва заклади залишились відомими під старими назвами. Школи Святого Людовика та Жанни д'Арк, в порівнянні з іншими школами, заснованими лазаристами, більше зосереджувались на викладанні наук та французької мови, а не на викладанні релігії.
У наступні роки в школі збільшилась частка викладання перською мовою, так що від 1949 року, коли директором призначили отця Лукондера, ранкові заняття вели французькою мовою, а по обіді — перською. Наприкінці шостого класу учні мали скласти два іспити (один перською, а другий французькою мовою), щоб отримати сертифікат про закінчення початкового ступеню. Студенти, що склали обидва іспити, далі навчались у сьомому — дев'ятому класах, де перською мовою вчителі викладали іранську літературу, історію та географію, а французькою мовою католицькі місіонери навчали математики, фізики, хімії та природничих наук. Наприкінці дев'ятого класу відбувався ще один випускний іспит. Ті учні, що після шостого класу успішно склали лише іспит на фарсі, у сьомому-дев'ятому класах навчалися лише цією мовою, але могли спробувати ще раз скласти іспит шостого класу з французької мови.
Після Другої світової війни, коли країною правив Мохаммед Реза Пахлаві, школа Святого Людовика в Тегерані переїхала з Лалезару в інше місце в районі Аббасабад. 1973 року її об'єднано зі школою Разі, і підсумком цього злиття стала початкова та середня школа Разі, що працювала на вулиці Валі-Аср у Тегерані.

## Будівля

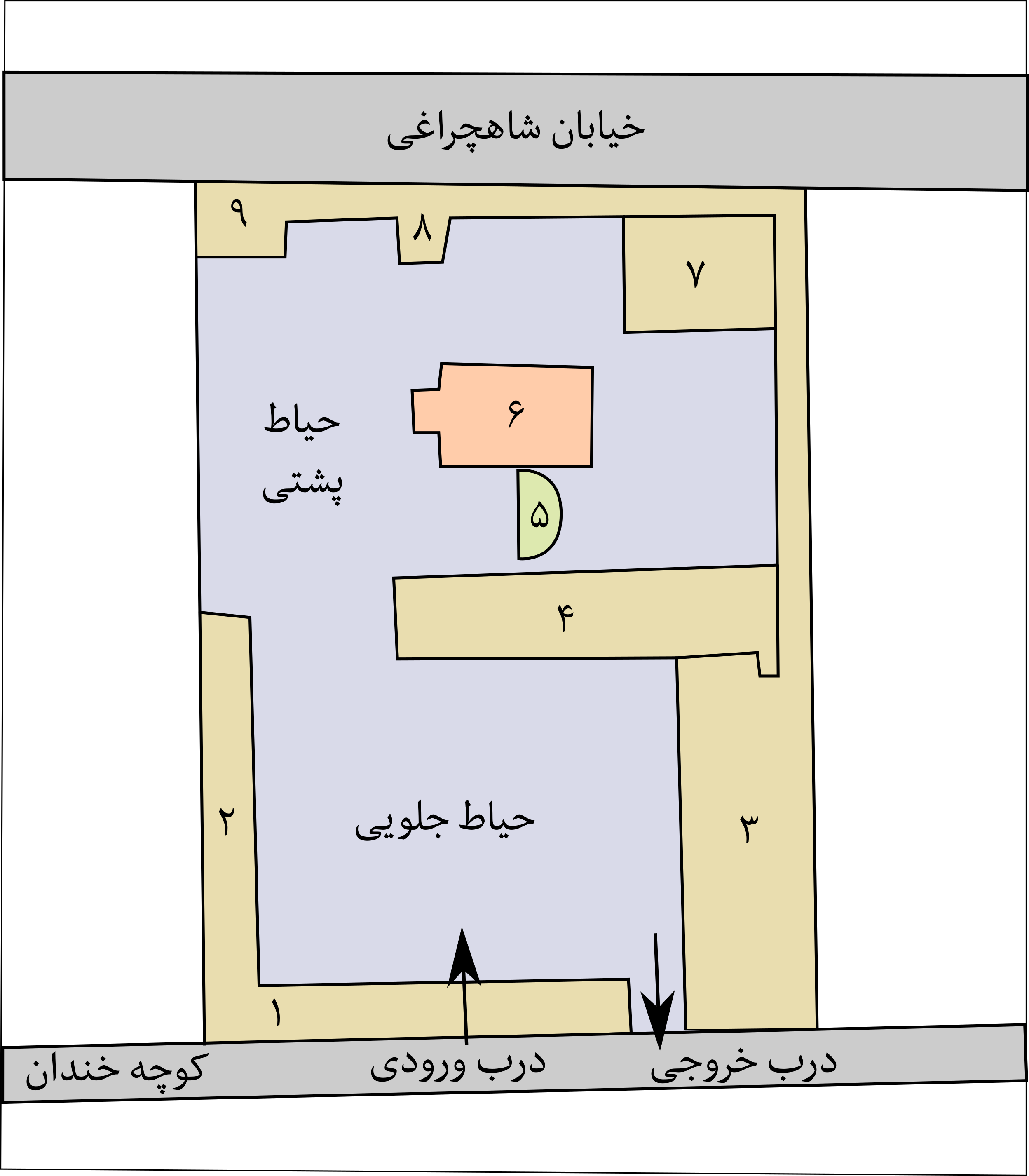
Схематичний план комплексу Шоа-аль-Сольтанах, де розміщувалась школа Святого Людовика. Вулиця Шахчерагі та алея Хандан упираються у вулицю Фердоусі на заході та вулицю Лалезар на сході. Нумеровані об'єкти: 1) Зовнішній будинок, 2 та 3) Класні кабінети, 4) Внутрішній будинок, 5) Статуя Пресвятої Богородиці, 6) Церква, 7) Помешкання священиків, 8) Купальня та туалет, 9) Приміщення консьєржа.

1909 року школа Святого Людовика переїхала до «комплексу Шоа-аль-Сольтанах». Він розташовувався за один кілометр на північ від майдану Топхане, між вулицями Лалезар і Фірдоусі, і мав площу близько 4000 квадратних метрів. Цей аристократичний комплекс мав стати сімейними помешканнями, але його передали під різні частини школи. У 1960-х роках цю будівлю продано газеті "Кайхан" й повністю зруйновано, і нині, за винятком кількох старих світлин, від неї не залишилось нічого. Комплекс складався з чотирьох основних частин — будинку Шахнешин, будинку Сім дверей (призначався для гостей), зовнішнього будинку та внутрішнього будинку. Будинок Шахнешин розташовувався з північного боку будівлі. Там проводили заняття з фарсі. Згодом його знесли й натомість збудували шкільний питний фонтан. Будинок Сім дверей, також відомий як павільйон, призначався для гостей. Його переобладнали для занять французькою мовою в старших класах. Внутрішній будинок мав колони, подібні до колон будівлі Сім дверей. До 1951 року від нього вже нічого не залишилося. У зовнішньому будинку влаштували вхід до школи. Там було багато навчальних кабінетів, а також шкільна їдальня.
Опріч чотирьох основних відділень, з північно-східного боку школи розташовувався житловий будинок для священиків. До складу комплексу також входила церква, що вміщувала близько 50 осіб, праворуч від якої була статуя Пресвятої Богородиці.

## Особливості
Школа Святого Людовика була найбільшою в Тегерані. Методи та манери вчителів вирізняли її з-поміж інших шкіл. Там не застосовували тілесні покарання, що на той час були поширеними в іранських школах. У кризові часи школа допомагала потерпілим. Ще однією особливістю школи був спосіб її фінансування. Окрім плати за навчання, було ще кілька джерел фінансування. Частину витрат оплачувала паризька Добродійна організація «Мезон Мер», а решту покривали французький та іранський уряди (перший 1000 франків на рік, а другий 200 томанів на рік). Малозабезпечені учні могли навчатись задарма, за умови високої успішності. Міністерство освіти надавало на це гранти. Задля звітності школа щомісяця надсилала Міністерству освіти виписки з табелів успішності учнів.

## Вчителі та учні
На момент заснування в школі Святого Людовика було лише 15 учнів, але до 1911 року навчалось уже 350 осіб. Серед її визначних вчителів — Саїд Нафісі та Незам Вафа Арані; Німа Юшідж присвятив своєму вчителеві Незаму Вафі збірку Легенди (відому як Маніфест нової перської поезії).
Відомі учні: Голамреза Рашид Ясемі, Поль Абкар, Давуд Пірнія, Алі Сохейлі, Абдольхоссейн Садік Есфандіарі, Мосіх Данешварі, Муса Нурі Есфандіарі, Парвіз Натель Ханларі, Мохаммад Хеджазі, Садек Хедаят, Німа Юшідж, Алінакі Вазірі, Шамсуддін Амір Алай, Пежман Бахтіарі і Дар'юш Шаєган.